# Morong (köpinghuvudort i Kina, Hunan Sheng, lat 28,49, long 109,85)
Morong (kinesiska: 默戎, 默戎镇) är en köpinghuvudort i Kina. Den ligger i provinsen Hunan, i den södra delen av landet, omkring 310 kilometer väster om provinshuvudstaden Changsha. Antalet invånare är 13 045. Befolkningen består av 6 256 kvinnor och 6 789 män. Barn under 15 år utgör 16,0 %, vuxna 15-64 år 72 %, och äldre över 65 år 10,0 %.
Runt Morong är det tätbefolkat, med 319 invånare per kvadratkilometer. Närmaste större samhälle är Guyang, 16,2 km nordost om Morong. I omgivningarna runt Morong växer i huvudsak blandskog.
Genomsnittlig årsnederbörd är 1 848 millimeter. Den regnigaste månaden är maj, med i genomsnitt 327 mm nederbörd, och den torraste är januari, med 41 mm nederbörd.